# Annelien Bredenoord

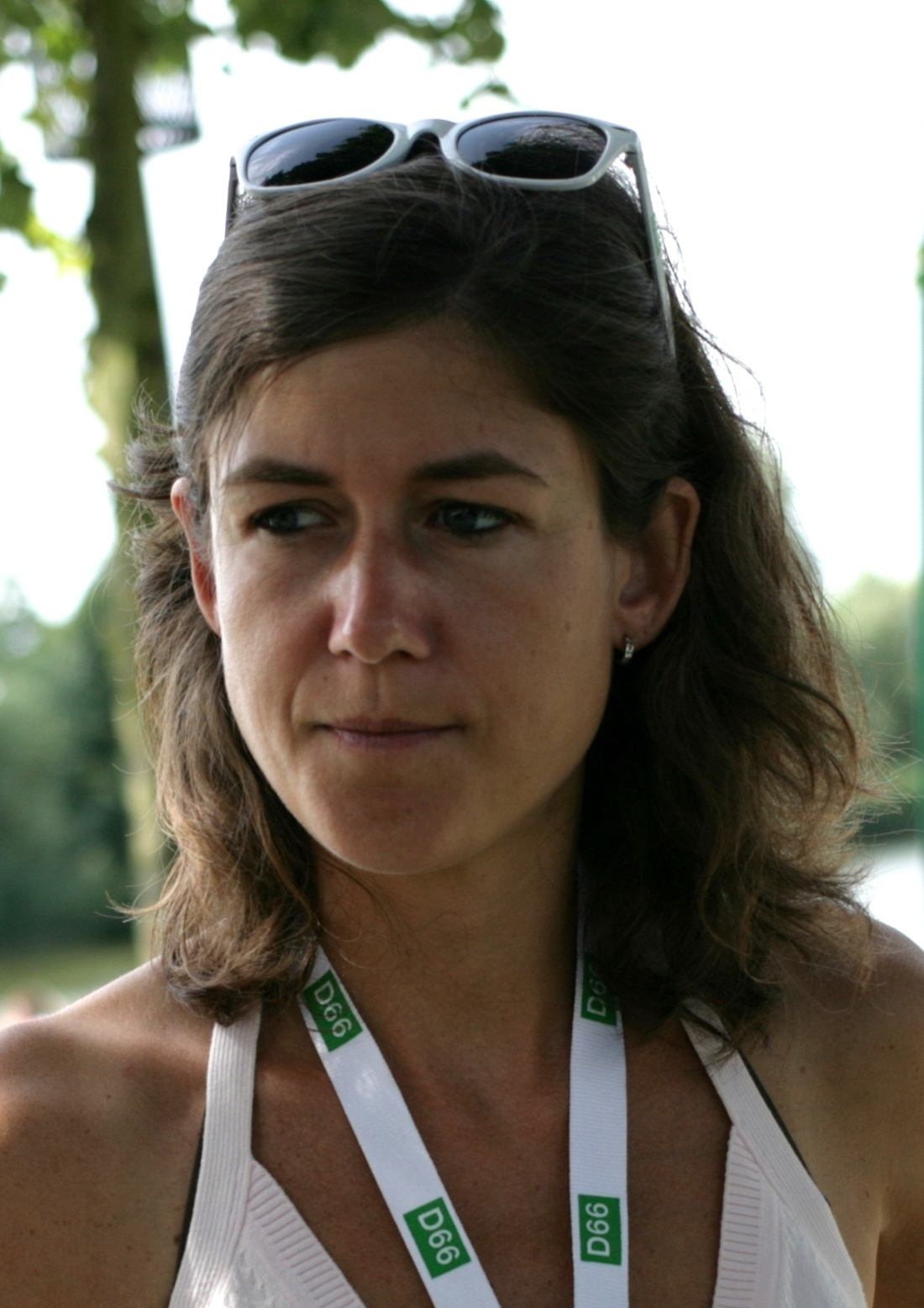
Annelien Bredenoord, 2012.

Anne Lydia "Annelien" Bredenoord (nascida em 1 de agosto de 1979) é uma política holandesa e professora de ética biomédica. Desde 2019, ela actua como líder parlamentar dos democratas 66 (D66) no Senado.

## Biografia
Annelien Bredenoord estudou teologia e ciências políticas na Universidade de Leiden e obteve o seu PhD em ética médica na Universidade de Maastricht. Desde 9 de junho de 2015, ela é membro do Senado pelo D66. Em fevereiro de 2017, ela foi nomeada professora de ética biomédica na University Medical Center Utrecht. Desde 11 de junho de 2019, ela tem servido como líder parlamentar do D66 no Senado.